# Сандро Сірігу
Сандро Сірігу (нім. Sandro Sirigu, нар. 7 жовтня 1988, Ульм) — німецький футболіст, що грає на позиції захисника.

## Клубна кар'єра
Станом на 2016 рік:
| Клуб             | Клуб             | Клуб             | Ліга | Ліга | Кубок | Кубок | Загалом | Загалом |
| Сезон            | Клуб             | Ліга             | Ігри | Голи | Ігри  | Голи  | Ігри    | Голи    |
| Німеччина        | Німеччина        | Німеччина        | Ліга | Ліга | Кубок | Кубок | Загалом | Загалом |
| ---------------- | ---------------- | ---------------- | ---- | ---- | ----- | ----- | ------- | ------- |
| 2006–09          | «Ульм 1846»      | Регіональна ліга | 55   | 2    | —     | 0     | 55      | 2       |
| 2010–15          | «Фрайбург II»    | Регіональна ліга | 41   | 7    | 0     | 0     | 41      | 7       |
| 2009–10          | «Фрайбург»       | Бундесліга       | 0    | 0    | —     | 0     | 0       | 0       |
| 20010–13         | «Гайденгайм»     | Бундесліга 2     | 75   | 2    | 0     | 0     | 75      | 2       |
| 2013–            | «Дармштадт 98»   | Бундесліга       | 59   | 3    | 0     | 0     | 59      | 3       |
| Загалом          | Німеччина        | Німеччина        | 230  | 14   | 0     | 0     | 230     | 14      |
| За всієї кар'єри | За всієї кар'єри | За всієї кар'єри | 230  | 14   | 0     | 0     | 230     | 14      |